# Taufiq Kiemas
Muhammad Taufiq Kiemas, né le 31 décembre 1942 à Jakarta et mort le 8 juin 2013 à Singapour, est le mari de la présidente indonésiene Megawati Sukarnoputri (2001-2004).
Il fut également porte-parole de l'Assemblée délibérative du peuple de 2009 à 2013, année de sa mort.